# خط طول 142° غرب
خط طول 142° غرب هو أحد خطوط الطول الجغرافية، والتي تمتد من القطب الشمالي الجغرافي إلى القطب الجنوبي الجغرافي، وحسب التحويل الزمني يتأخر خط طول 142° غرب عن خط غرينتش بـ9 ساعات و28 دقيقة.

## من القطب إلى القطب
ينطلق خط طول 142° غرب من القطب الشمالي نحو القطب الجنوبي مرورا بالمناطق التي ترد في الجدول التالي:
| الإحداثيات                           | البلد أو الإقليم أو البحر | ملاحظات |
| ------------------------------------ | ------------------------- | --- |
| 90°0′N 142°0′W / 90.000°N 142.000°W  | المحيط المتجمد الشمالي    | |
| 73°31′N 142°0′W / 73.517°N 142.000°W | بحر بيوفورت               | |
| 69°50′N 142°0′W / 69.833°N 142.000°W | الولايات المتحدة          | ألاسكا |
| 60°1′N 142°0′W / 60.017°N 142.000°W  | المحيط الهادئ             | مرورا بشرق Takume atoll, تاهيتي (في 15°45′S 142°6′W / 15.750°S 142.100°W) · مرورا بغرب Rekareka atoll, تاهيتي (في 16°49′S 141°55′W / 16.817°S 141.917°W) · مرورا بشرق Marokau atoll, تاهيتي (في 18°1′S 142°11′W / 18.017°S 142.183°W) · مرورا بشرق Ravahere atoll, تاهيتي (في 18°16′S 142°6′W / 18.267°S 142.100°W) · مرورا بغرب Nengonengo atoll, تاهيتي (في 18°43′S 141°50′W / 18.717°S 141.833°W) |
| 60°0′S 142°0′W / 60.000°S 142.000°W  | المحيط الجنوبي            | |
| 75°38′S 142°0′W / 75.633°S 142.000°W | القارة القطبية الجنوبية   | المطالب الإقليمية بالقارة القطبية الجنوبية |